# Bocca chiusa
Bocca chiusa (pronuncia-se boca quíusa no Português brasileiro) é um termo em italiano, que significa cantar com a boca fechada. É uma técnica usada para o "aquecimento vocal", cantando-se as denominadas vocalizes diatônicas em acompanhamento com um teclado ou piano, que toca a melodia da vocalize, sendo que o cantor ou coralista por sua vez, a reproduz. Caracteriza-se por cantar com a boca fechada transferindo a ressonância para a região nasal.